# 热那亚
热那亚（義大利語：[ˈdʒɛːnova] ⓘ，旧译柔鲁、热诺瓦）是意大利西北部港口城市，利古里亞大區首府，並且是意大利第六大城市和最大港口。

## 歷史
热那亚是个历史很悠久的古城。早在古罗马建城之前，利古里亚（Liguria）人已经住在当地，居住中心在热那亚。在第二次布匿战争时候，热那亚忠于罗马，而别的北義的利古里亚和凯尔特人都忠于迦太基人。战争之后，热那亚的港口失宠，大家转用萨伏伊的附近新起的瓦多利古雷。
在中世纪時期，热那亚藉十字軍東征而逐漸繁榮起來，並建立一个独立而强大的海洋共和国，並与威尼斯、比萨和阿马尔菲齐名。发展出中世纪的银行，会计和保险业。热那亚共和国从今日的热那亚向外伸展，直到今日的利古里亚及皮埃蒙特。她在地中海沿岸有好几个殖民地，分別位于中东、黑海、西西里岛、撒丁岛和北非。在最強盛的时期，热那亚完全控制了意大利半岛以西的第勒尼安海的所有，包括科西嘉岛。過去亦曾與威尼斯之間進行過激烈的軍事及經濟鬥爭，雖然最終在1380年的基奧賈戰爭落敗，但仍勉強保持歐洲大都市之一的經濟地位。英格兰的国旗就是从热那亚共和国租借的。
到19世纪初期，拿破仑的扩张使热那亚共和国变成法兰西帝国的一部份。1815年，根据维也纳条约，除科西嘉岛以外的热那亚共和国领土都被割让与萨丁尼亚王国，并稍后隨着萨丁尼亚王国统一意大利半岛，成为義大利王国的一部份。

## 地理
热那亚位于意大利西北部，南隔地中海与法国科西嘉岛遥望。火车沿海岸西行三小时左右即可到达摩纳哥。

### 气候
热那亚属地中海式气候，夏季炎热干燥，冬季温暖多雨。一月份平均气温8-10°C，除山地以外均无霜。夏季平均气温24-25°C。因为临海而雨水充足，有时降雨量可达2000毫米。
| Genova (1962-1990) | Genova (1962-1990) | Genova (1962-1990) | Genova (1962-1990) | Genova (1962-1990) | Genova (1962-1990) | Genova (1962-1990) | Genova (1962-1990) | Genova (1962-1990) | Genova (1962-1990) | Genova (1962-1990) | Genova (1962-1990) | Genova (1962-1990) | Genova (1962-1990) |
| 月份               | 1月                | 2月                | 3月                | 4月                | 5月                | 6月                | 7月                | 8月                | 9月                | 10月               | 11月               | 12月               | 全年               |
| ------------------ | ------------------ | ------------------ | ------------------ | ------------------ | ------------------ | ------------------ | ------------------ | ------------------ | ------------------ | ------------------ | ------------------ | ------------------ | ------------------ |
| 平均高温 °C（°F）  | 10.9 (51.6)        | 11.8 (53.2)        | 14.2 (57.6)        | 16.8 (62.2)        | 20.5 (68.9)        | 23.9 (75.0)        | 27.2 (81.0)        | 27.2 (81.0)        | 24.3 (75.7)        | 20.3 (68.5)        | 15.1 (59.2)        | 12.0 (53.6)        | 18.7 (65.6)        |
| 平均低温 °C（°F）  | 5.0 (41.0)         | 5.7 (42.3)         | 7.9 (46.2)         | 10.6 (51.1)        | 14.1 (57.4)        | 17.5 (63.5)        | 20.6 (69.1)        | 20.5 (68.9)        | 17.7 (63.9)        | 14.0 (57.2)        | 9.3 (48.7)         | 6.1 (43.0)         | 12.4 (54.4)        |
| 平均降水量 mm（）  | 106.4 (4.19)       | 95.1 (3.74)        | 105.8 (4.17)       | 85.3 (3.36)        | 75.6 (2.98)        | 53.2 (2.09)        | 26.8 (1.06)        | 80.8 (3.18)        | 98.6 (3.88)        | 153.0 (6.02)       | 110.5 (4.35)       | 81.1 (3.19)        | 1,072.2 (42.21)    |
| 平均相對濕度（％） | 61                 | 63                 | 61                 | 70                 | 71                 | 71                 | 67                 | 66                 | 66                 | 66                 | 64                 | 64                 | 66                 |
| 来源：MeteoAM      |                    |                    |                    |                    |                    |                    |                    |                    |                    |                    |                    |                    |                    |

## 经济

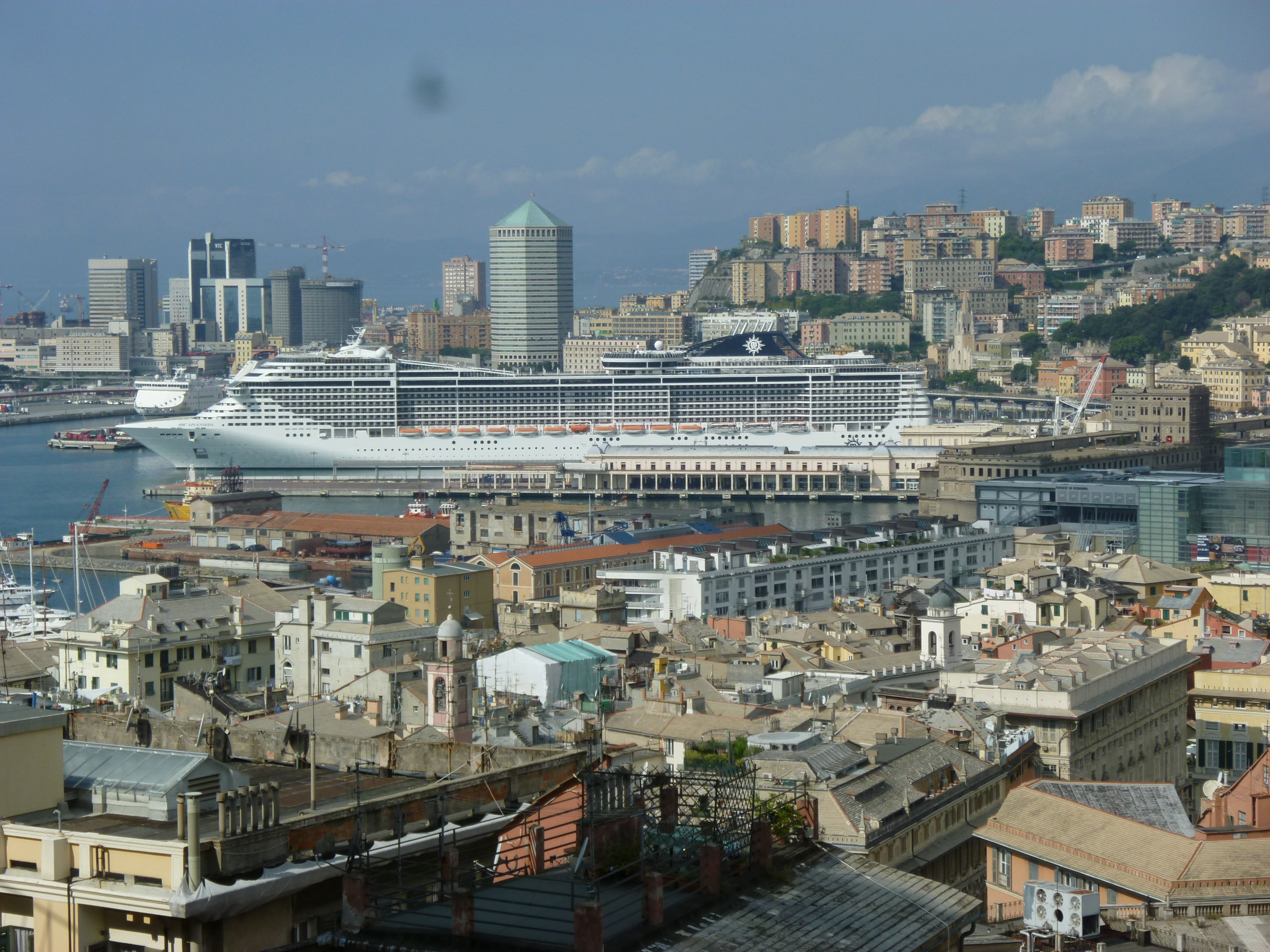
熱那亞港口

热那亚港是意大利最大的港口，也是地中海第二大港口，仅次于法国马赛。
另也有列車、船舶和飛機生產基地。比雅久航太之總部正設於熱那亞。

## 人口
二戰後熱內亞之人口，曾達到逾750,000。自1981年起熱內亞人口儘管有所減少，由於是港口和重工業重鎮，仍維持在600,000左右。
截至2006年，全市94.23%人口是意大利本土人，而外來居民則主要來自東歐、北非等地。

## 文化
2004年，热那亚被定为欧洲文化首府之一。

## 景观

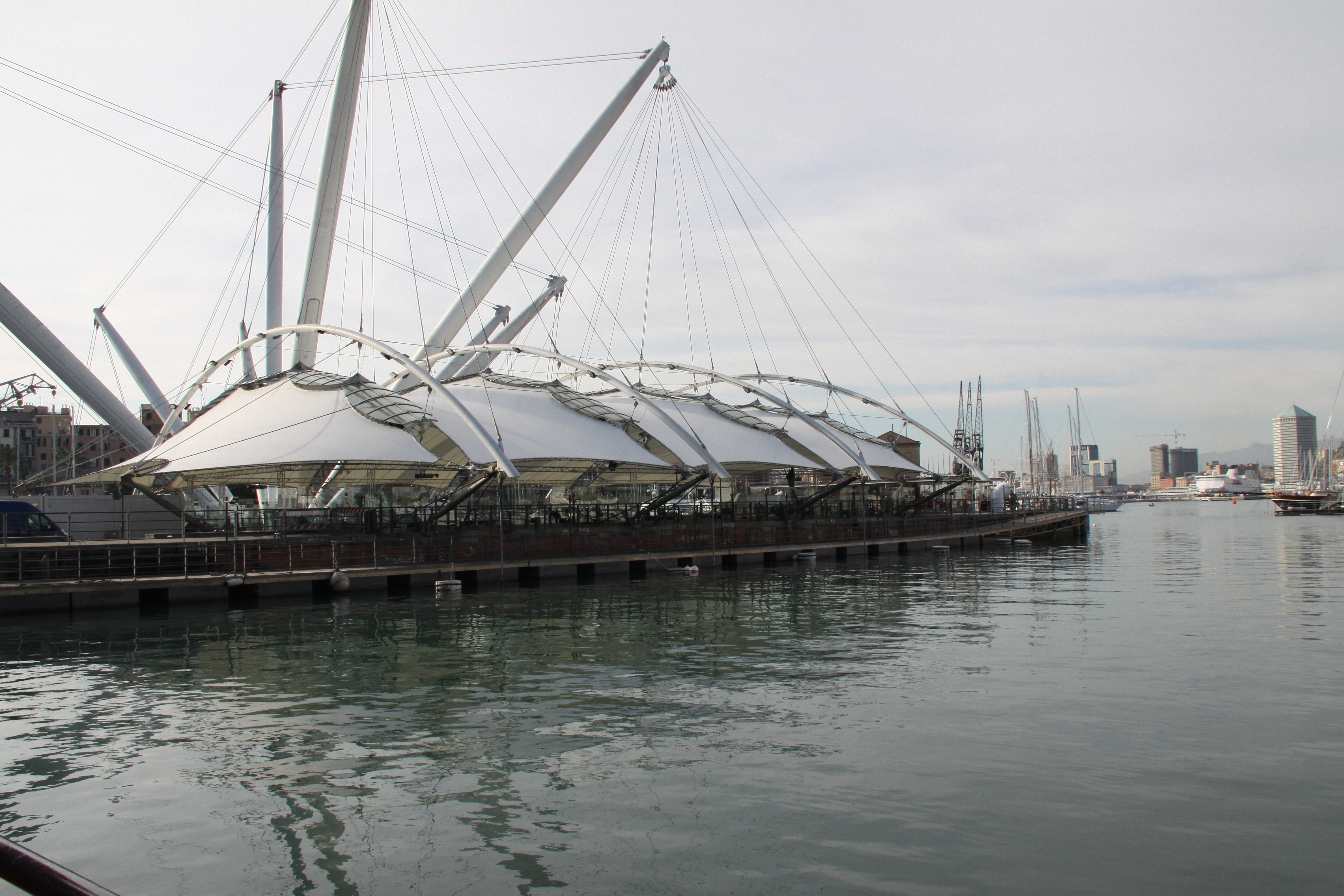
熱內亞舊海港

热那亚的市中心位于费拉里广场（Piazza De Ferrari），周围坐落着卡洛·费利切剧院（Teatro Carlo Felice）和公爵府（Palazzo Ducale）。据说哥伦布在此出生。
位于老城的新街（今加里波第街，Via Garibaldi），2006年被列为世界遗产。这一带规划于16世纪中叶，以适应该市最显赫的家族富丽堂皇的宫殿，包括红宫（Palazzo Rosso，现在是博物馆），白宫（Palazzo Bianco）、格里马迪宫（Palazzo Grimaldi）和Reale宫。著名的艺术学院，新街博物馆和Principe宫也位于这条街上。
该市其他的地标有圣老楞佐主教座堂（Cattedrale di San Lorenzo）、旧海港（Porto Antico），由建筑师伦佐·皮亚诺改变为购物中心，和著名的斯塔列诺公墓，以纪念碑和雕塑闻名。Edoardo Chiossone东方艺术博物馆是欧洲最大的东方艺术收藏馆之一。
热那亚还有一个巨大的水族馆，位于上面提到的旧海港。热那亚港口还有一座古代灯塔，称为“灯笼塔”（Torre della Lanterna）。

### 公园
在热那亚市中心，有82,000平方米的公园，例如正位于市中心，俯视历史中心的Villetta Di Negro。许多较大的绿地位于位于市中心以外：东面有俯视大海的奈尔维（Nervi）公园（96,000平方米），西面有杜拉佐-帕拉维奇尼（Durazzo-Pallavicini）别墅的美丽花园（265,000平方米）。该市众多的别墅和宫殿也拥有自己的花园，例如王子宫（Palazzo del Principe）、多里亚别墅、白宫和Tursi宫、Nicolosio Lomellino宫、Albertis城堡、克罗切别墅、Imperiale Cattaneo别墅、Bombrini别墅等等。

### 漫步
Corso Italia全长2.5公里，位于Albaro区，连接Foce和Boccadasse。这条散步道始建于1908年，俯视大海，面向波托芬诺半岛（Portofino）的岬角，主要地标有Punta Vagno的小灯塔、圣Giuliano修道院和Albaro的游泳池。

### 旧海港
旧海港（Porto Antico）是热那亚港口古老的部分。热那亚建筑师伦佐·皮亚诺重新开发这一地区，恢复历史建筑（例如棉花仓库），创造了水族馆、Bigo和球（Bolla）等新地标。这一地区的主要名胜有著名的水族馆和海洋博物馆。2007年，这些吸引了大约170万游客。

## 交通
- 莫蘭迪橋，2018年8月14日在暴風雨中發生倒塌意外[9]。

熱那亞有兩座主要的鐵路車站，分別為熱那亞布利吉奧萊車站與熱那亞王子廣場車站。
- 熱那亞機場
- 熱那亞地鐵

## 教育
- 热那亚大学，建立于1471年。
- 尼古洛·帕格尼尼音乐学院，建于1829年。
- 利古里亚美术学院，建于1751年。
- 意大利技术研究院热那亚分院，位于Brin地区。
- 意大利商船学院（Accademia italiana della marina mercantile）
- 利古里亚科学与文学院（Accademia ligure di scienze e lettere）

## 体育
体育运动队列表
- 桑普多利亚足球队
- 热那亚足球队

### 名人
- 哥伦布
- 安德烈亞·多里亞海軍上將
- 帕格尼尼
- 马志尼
- 建筑师伦佐·皮亚诺（Renzo Piano）

## 友好城市
- 法國 马赛